# Green Lung
Green Lung est un groupe britannique de stoner doom, originaire de Londres.

## Histoire
Green Lung commence par jouer devant de petits publics dans des pubs locaux, se construisant une audience en partie grâce à son activité sur Instagram. À partir de là, la première signature du groupe s'est faite avec le label discographique indépendant allemand Kosmic Artifactz, avec lequel ils sortent leur premier EP, Free the Witch en 2018, puis leur premier LP Woodland Rites en mars 2019. Cette dernière sortie connait un succès critique important au sein de la presse spécialisée concernée, Rich Webb du magazine Distorted Sound le décrivant comme « tout simplement incroyable » et Dave Knowles de Metal Temple le qualifiant de « classique instantané ».
Ils signent ensuite avec le label finlandais spécialisé dans le doom metal Svart Records en 2020. Le chanteur Tom Templar déclare lors d'une interview que le groupe avait choisi Svart plutôt qu'un label plus important non identifié, les qualifiant de « dernier bastion du bien de l'industrie musicale ». En 2021, le groupe joue au festival Bloodstock, avant de sortir l'album Black Harvest en octobre de la même année. Cet album reçoit à nouveau des critiques positives, cette fois de la part de publications plus importantes comme Kerrang!
Le groupe signe avec Nuclear Blast en juillet 2022, avant de jouer au Damnation Festival en novembre, encore une fois avec une couverture positive, y compris de la part de Kerrang!. Ils assurent la première partie de Clutch lors d'une tournée internationale fin 2022,.

## Influences et style musical
Le style musical de Green Lung est décrit comme s'inspirant fortement du classic rock britannique et des débuts du heavy metal, avec Queen, Deep Purple et surtout les morceaux des années 1970 de Black Sabbath cités comme des influences audibles par les critiques,,.
Les thèmes lyriques et visuels du groupe sont influencés par les films d'horreur folkloriques des années 1960 et 1970, ainsi que par le folklore britannique, comme l'Homme vert et les sorcières de Pendle.

## Discographie

### Albums studio
- 2019 : Woodland Rites
- 2021 : Black Harvest
- 2023 : This Heathen Land

### EP
- 2018 : Free the Witch

### Démo
- 2017 : Green Man Rising

### Singles
- 2018 : Lady Lucifer
- 2019 : Let the Devil In
- 2021 : Leaders of the Blind
- 2021 : Reaper's Scythe
- 2021 : Graveyard Sun
- 2021 : Upon the Altar
- 2023 : Mountain Throne)
- 2023 : Maxine (Witch Queen)
- 2023 : One for Sorrow